# Język jru’
Język jru’ – język austroazjatycki używany w południowym Laosie. W 2007 r. mówiło nim 28 tys. osób.